# ایران در المپیک زمستانی ۱۹۷۶
ایران در بازی‌های المپیک زمستانی ۱۹۷۶ با چهار ورزشکار تنها در رشته اسکی آلپاین شرکت نمود.

## رشته‌ها و تعداد شرکت‌کنندگان
| رشته        | مردان | زنان | مجموع |
| ----------- | ----- | ---- | ----- |
| اسکی آلپاین | ۴     | ۰    | ۴     |
| مجموع       | ۴     | ۰    | ۴     |

## نتایج با رویداد

### اسکی

#### آلپاین
مردان
| رشته              | رویداد      | دور ۱          | دور ۲          | مجموع          | رتبه           |
| ----------------- | ----------- | -------------- | -------------- | -------------- | -------------- |
| قربانعلی کلهر     | مارپیچ کوچک | DNF            | —              | —              | —              |
| قربانعلی کلهر     | مارپیچ بزرگ | ۲:۰۲.۳۰        | ۲:۰۶.۶۵        | ۴:۰۸.۹۵        | ۴۷             |
| قربانعلی کلهر     | اسکی سرعت   | ۱:۵۹.۱۵        | ۱:۵۹.۱۵        | ۱:۵۹.۱۵        | ۵۵             |
| محمد کلهر         | مارپیچ کوچک |                | DNS            | —              | —              |
| محمد کلهر         | مارپیچ بزرگ | 1:59.95        | DNF            | —              | —              |
| محمد کلهر         | اسکی سرعت   | به پایان نبرد. | به پایان نبرد. | به پایان نبرد. | به پایان نبرد. |
| اکبر کلیلی        | مارپیچ کوچک | DSQ            | —              | —              | —              |
| اکبر کلیلی        | مارپیچ بزرگ | ۲:۰۲.۹۸        | DSQ            | —              | —              |
| اکبر کلیلی        | مارپیچ بزرگ | ۲:۰۰.۳۲        | ۲:۰۰.۳۲        | ۲:۰۰.۳۲        | ۵۸             |
| محمدهادی کیاشمشکی | مارپیچ کوچک | DSQ            | —              | —              | —              |
| محمدهادی کیاشمشکی | مارپیچ بزرگ | DNF            | —              | —              | —              |
| محمدهادی کیاشمشکی | اسکی سرعت   | ۱:۵۹.۴۴        | ۱:۵۹.۴۴        | ۱:۵۹.۴۴        | ۵۶             |